# Paweł Głogowski
Paweł Głogowski z Głogowca, herbu Grzymała (zm. ok. 1570) – archidiakon poznański, sekretarz królewski 1553, dziekan płocki, nagrobek Pawła Głogowskiego znajduje się w Płocku.
W 1560 wybudował w Głogowcu koło Kutna kościół murowany w miejsce kościoła drewnianego ufundowanego przez jego przodka Jana z Głogowca.

## Rodzina
Syn Jana Głogowskiego herbu Grzymała chorążego gostyńskiego 1504, sędziego ziemi gostyńskiej 1519 i Małgorzaty Pleckiej.